# Oosterbierum
Oosterbierum (Fries: Easterbierrum) is een dorp in het noorden van de gemeente Waadhoeke, in de Nederlandse provincie Friesland. Oosterbierum ligt ten noordwesten van de stad Franeker, tussen Sexbierum en Tzummarum. De N393 loopt door het dorp. Ten noorden, tegen de dijk loopt de Dijksvaart. In 2023 telde het dorp 555 inwoners. De meest westelijke boerderij van de buurtschap Koehool heeft Oosterbierum als adres.
Oosterbierum en Klooster-Lidlum hebben een gezamenlijke dorpsbelangenvereniging.

## Geschiedenis
Oosterbierum ligt in het midden van een rij dorpen die zijn ontstaan op een kwelderwal langs de Waddenzee. Het dorp ontstond op een terp in de vroege middeleeuwen. 
In de 13e eeuw werd de plaats Asterberen genoemd gevolgd door Aesterbirom, Eesterberum, Oisterberen, Oisterberum en Aasterberum. De naam zou afkomstig kunnen zijn van het Oudfriese woord bêre (schuur en/of huis). Rond 1322 kwam de naam Westerbeeren (Westerbierum) eveneens voor; volgens sagen verdronk dit dorp in het Vlie, de Waddenzee. Waarschijnlijker is echter dat met Westerbierum het huidige Pietersbierum werd bedoeld.
Tot de gemeentelijke herindeling op 1 januari 1984 lag Oosterbierum in de gemeente Barradeel. Daarna lag de plaats in de gemeente Franekeradeel, die per 2018 is opgegaan in de gemeente Waadhoeke.

## Kerken
De gotische Sint-Joriskerk kreeg rond 1500 zijn huidige vorm en was gewijd aan Sint Joris. Na enkele jaren kortweg ´de kerk van Oosterbierum` geheten te hebben draagt het sinds 2005 weer de naam St. Joriskerk. De andere kerk is de gereformeerde kerk van Oosterbierum. Deze kerk stamt uit de 19e eeuw.

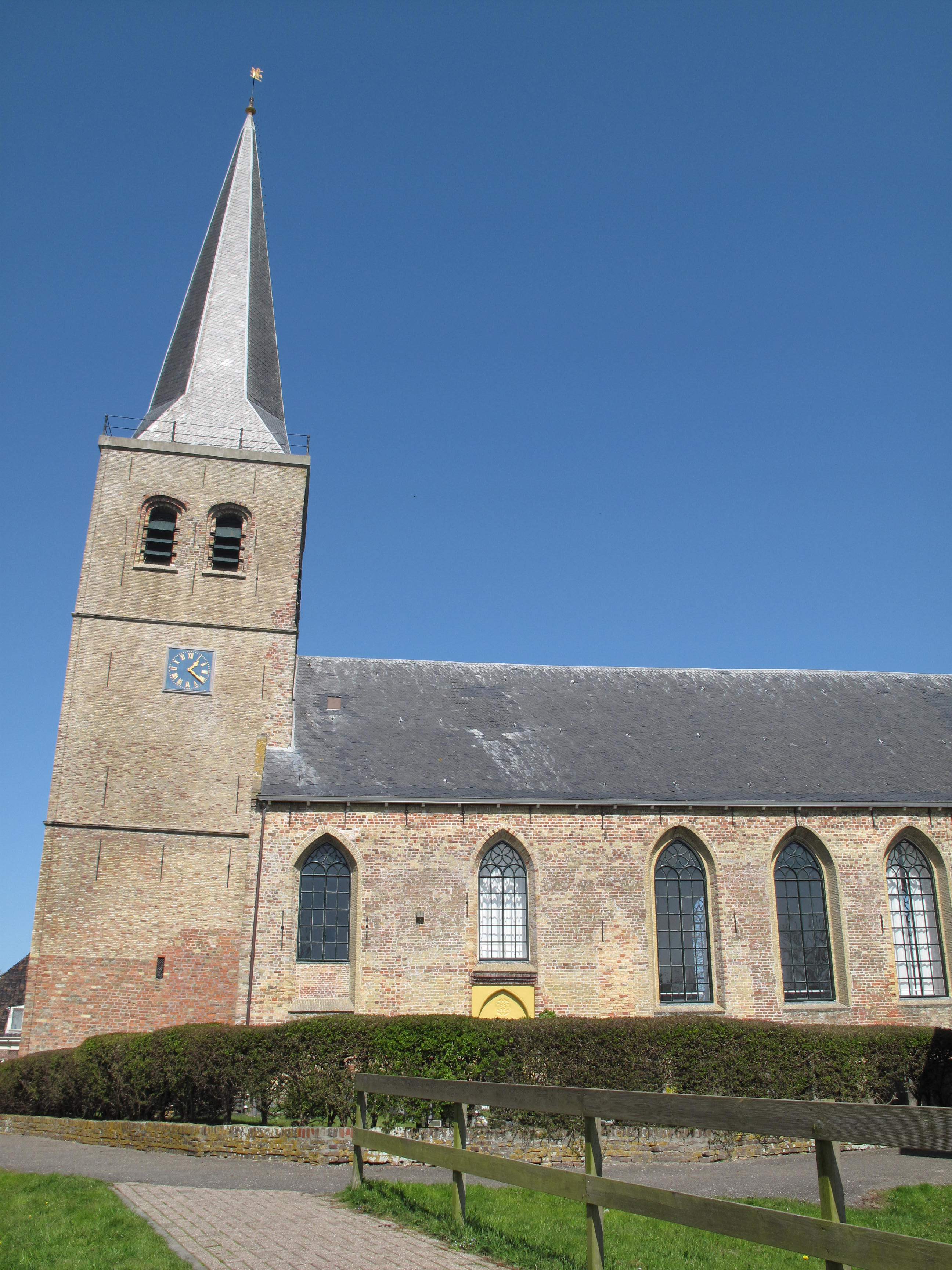
Sint-Joriskerk

## State

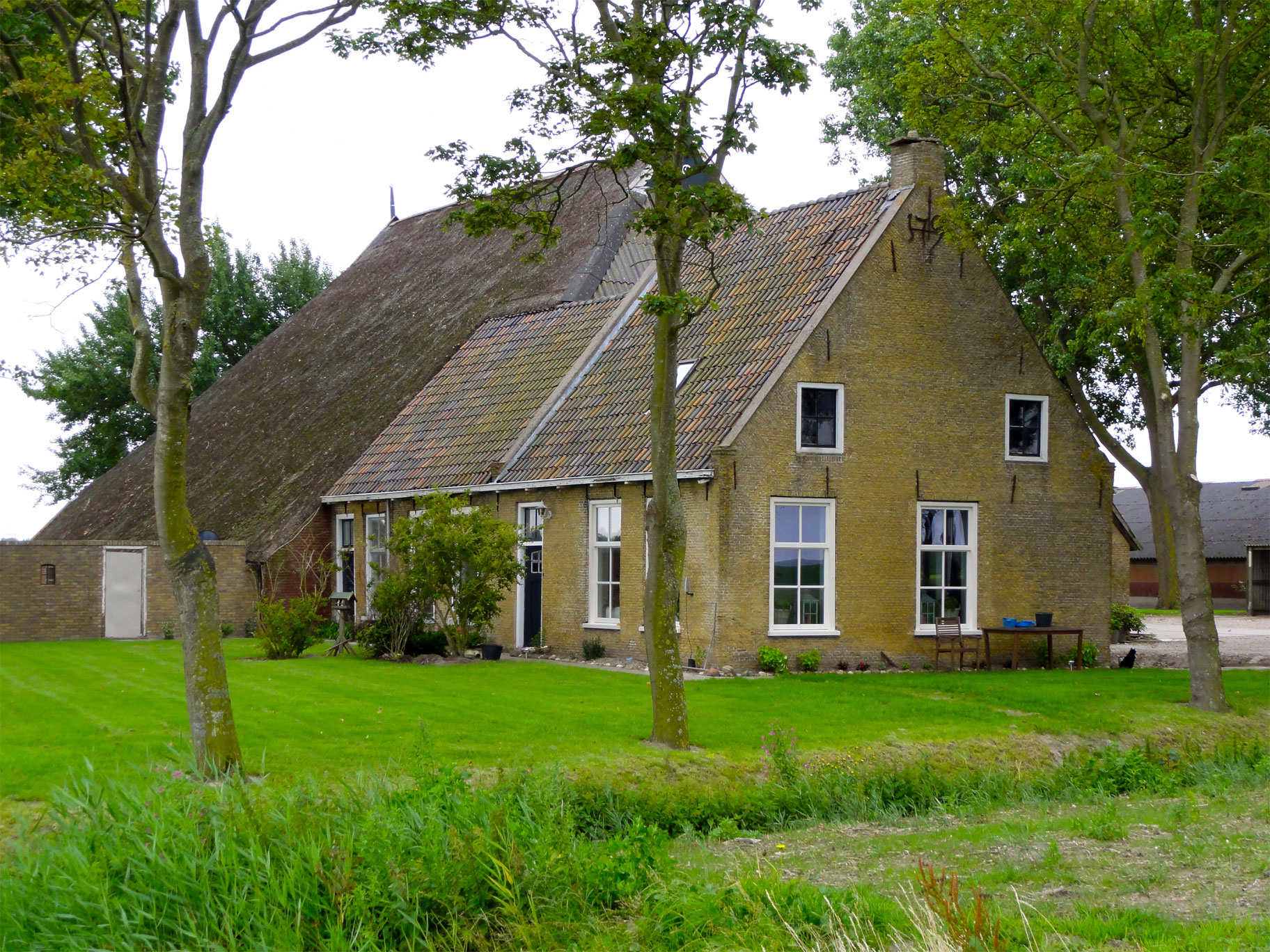
Boerderij in de voormalige buurtschap Oosterbierumerhorn

In het zuidwesten van het dorp bevond zich een stins van het geslacht Haerda.

## Sport
In Oosterbierum is de start van de Slachtemarathon over de Slachtedijk.

## Wandelroute
Door de plaats loopt het Nederlands_Kustpad, onderdeel van de Europese wandelroute E9.

## Cultuur
Het dorp heeft een eigen dorpshuis, It Mienskar geheten.

## Onderwijs
Het dorp had een eigen basisschool, De Flambou.

## Geboren in Oosterbierum
- Jelle Zijlstra (1918-2001), oud-minister-president en econoom
- Rinse Zijlstra (1927-2017), politicus